# Pressed - Soldi pericolosi
Pressed - Soldi pericolosi (Pressed) è un film del 2011 diretto da Justin Donnelly, al suo debutto alla regia. Il film è interpretato da Luke Goss, Tyler Johnston, Jeffrey Ballard e Michael Eklund.

## Trama
Jesse e Sam, due ladri di automobili, trovano all'interno di un'auto dei soldi. Brian, il proprietario dell'auto, si mette sulle loro tracce nella speranza di recuperare il denaro, frutto di un traffico di droga.